# Syzygium chamaebuxus
Syzygium chamaebuxus är en myrtenväxtart som beskrevs av Friedrich Ludwig Diels. Syzygium chamaebuxus ingår i släktet Syzygium och familjen myrtenväxter. Inga underarter finns listade i Catalogue of Life.